# 腓尼基 (紐約州)
腓尼基（英語：Phoenicia）是位於美國紐約州阿爾斯特縣的普查規定居民點。

## 人口
根據2020年美國人口普查的數據，腓尼基的面積為1.18平方千米，皆為陸地。當地共有人口268人，而人口密度為每平方千米227.12人。